# James Reid (football, 1890)
Pour les articles homonymes, voir James Reid et Reid.
Ne doit pas être confondu avec James Reid (football).
James Greig Reid est un footballeur international écossais, né le1er mai 1890 à Peebles et mort le 22 avril 1938. Il évolue au poste d'attaquant.
Il compte trois sélections en équipe nationale.

## Biographie
On sait très peu de choses sur sa carrière de joueur, sauf qu'il a évolué à Lincoln City FC, Airdrieonians FC et à Clydebank FC.
Il finit deux fois meilleur buteur du championnat d'Écosse en 1913 et 1914.
Il a également joué trois matchs avec l'équipe d'Écosse de football, les trois obtenues, entre 1914 et 1924, sous le maillot d'Airdrieonians FC,.

## Palmarès
Airdrieonians FC
- Vice-champion du Championnat d'Écosse de football (4) :
  - 1923, 1924, 1925 & 1926.
- Meilleur buteur du Championnat d'Écosse de football (2) :
  - 1913: 30 buts & 1914: 27 buts.
- Vainqueur de la Scottish Cup (1) :
  - 1924.